# Christianspflegehaus

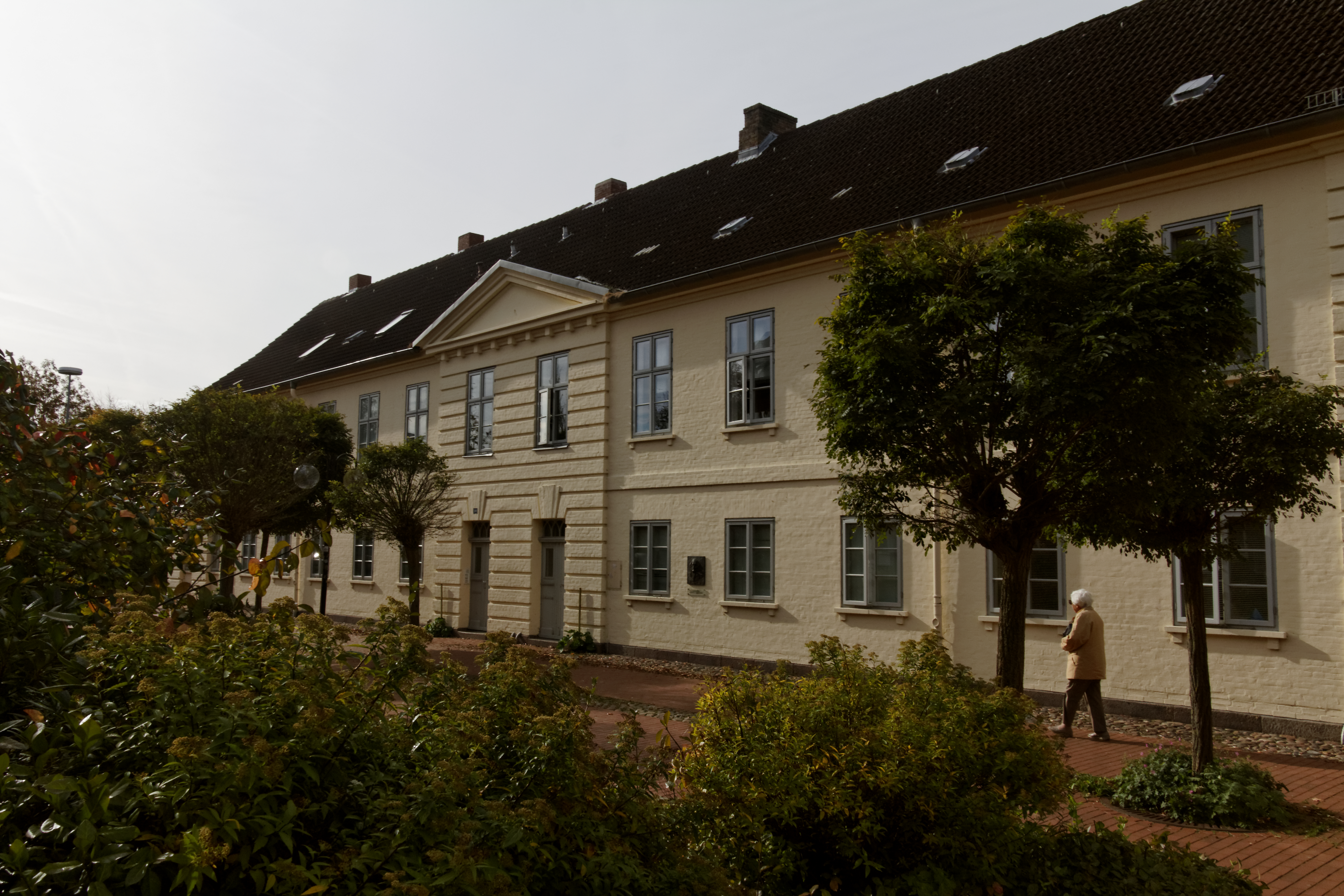
Kieler Straße 98–102 im Jahr 2011

Das ehemalige Christianspflegehaus, auch Alte Kaserne, ist ein Baudenkmal in der Kieler Straße 98–102 in Eckernförde. Das Gebäude steht auf der Liste der Kulturdenkmale in Eckernförde.
Das zweigeschossige Gebäude mit klassizistischer Fassade wurde 1760 von Friedrich Wilhelm Otte erbaut. In ihm waren Textil- und Fayence-Manufakturen sowie Arbeiterwohnungen untergebracht.

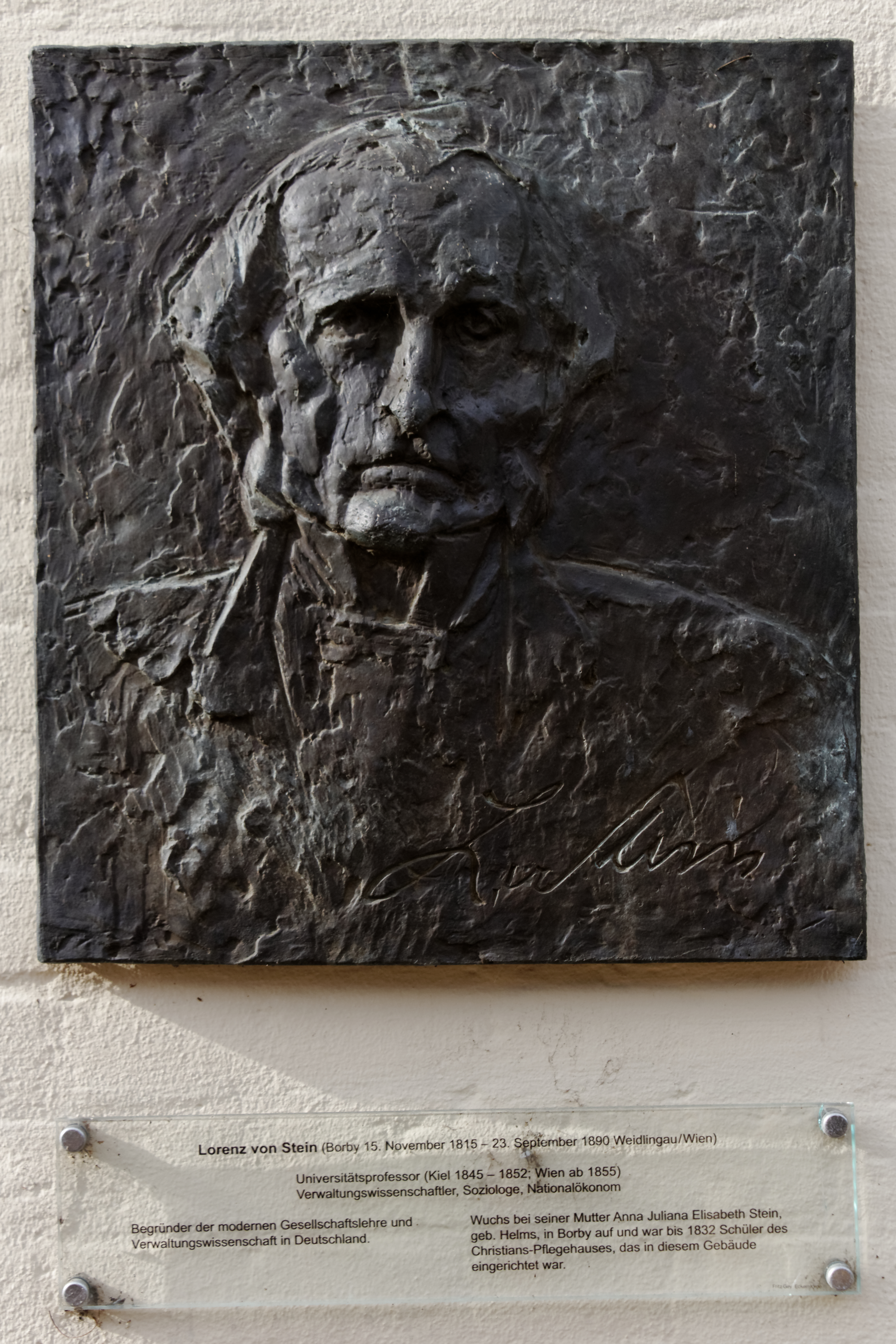
Relief zur Erinnerung an Lorenz von Stein am Gebäude

In dem ehemaligen Christianspflegehaus (auch Christians-Pflegeheim) wurden ab 1785 aus Kopenhagen dienstunfähige, alte und verarmte Soldaten sowie Soldatenwitwen und Soldatenwaisen untergebracht. Etwa 200 Männer, 60 Frauen, 80 Jungen und 40 Mädchen, die alle Uniform tragen mussten, lebten unter strenger militärischer Disziplin unter der Oberaufsicht von Carl von Hessen. Ab 1820 wurde in dem Gebäude eine Musterschule für „wechselseitigen Unterricht“ eingerichtet. Bekanntester Schüler war Lorenz von Stein, an den ein Bronze-Relief am Gebäude erinnert. Heim und Schule wurden 1854 aufgelöst.
Ab 1864 wurde das Gebäude als Kaserne für preußische Soldaten genutzt. Aus dieser Zeit stammt die noch heute bekannte Bezeichnung Alte Kaserne. Seit 1870 dient es als Wohnhaus.
Teile des historischen Gebäudekomplexes wurden bei späteren Straßenbaumaßnahmen zerstört.